# Богданов Іван Лукіянович
Іва́н Лукія́нович Богда́нов (4 липня 1903 — 10 листопада 1987) — радянський інфекціоніст та епідеміолог, що багато років працював в Україні, член-кореспондент АМН СРСР (з 1953) року, доктор медичних наук (1948 рік), професор.

## Життєпис
Народився в селі Бредовці Андріївського району Смоленської губернії Російської імперії в селянській родині. У 1922 році закінчив школу в селі Татево Бельского повіту (нині Оленинського району). У 1927 році закінчив медичний факультет Смоленського університету. З квітня 1928 по травень 1930 року був ординатором кафедри інфекційних хвороб цього університету. З 1930 року по березень 1940 року — асистент, а до січня 1941 року — доцент цієї кафедри. Працював у клініці інфекційних хвороб під керівництвом  М. І. Певзнера.
З 1941 по червень 1951 року завідував кафедрою інфекційних хвороб Свердловського медичного інституту. У 1948 році захистив докторську дисертацію «Эпидемиологическая характеристика дифтерии в войсках тылового округа в годы Отечественной войны». Ця робота була нагороджена премією 2-ого ступеня на Всесоюзному конкурсі наукових робот МОЗ СРСР по узагальненню досвіду роботи медичної служби у Великій Вітчизняній війні 1941 — 1945 рр. Поєднував роботу в Свердловському медичному інституті з виконанням обов'язків головного епідеміолога Уральського військового округу.
З 1951 по 1973 рр. — директор Науково-дослідного інституту інфекційних хвороб АМН СРСР у Києві, єдиного закладу цього профілю в СРСР, в подальшому, консультант цього інституту. Праці І. Л. Богданова присвячені питанням діагностики та лікування шигельозу (тоді називали дизентерією), епідемічного висипного тифу, бруцельозу, дифтерії, скарлатини тощо.
Основні наукові роботи:
- Противоэпидемический и лечебный режим в стационарах для больных полиомиелитом [Текст] / И. Л. Богданов. — Киев: [б. и.], 1959. — 182 с.
- Полиомиелит. Медгиз. 1960;
- Скарлатина как стрептококковая инфекция [Текст]: монография / И. Л. Богданов. — Киев: Гос. мед. изд-во УССР, 1962. — 316 с.
- Параполиомиелитные инфекции: этиология, патогенез, эпидемиология, клиника. Под ред. И. Л. Богданова и Н. Ф. Голуба. Медгиз, 1963 — 231 с.
- Аллергия в патогенезе, клинике и терапии инфекционных болезней [Текст] / И. Л. Богданов. — М.: Медицина, 1974. — 247 с.
- Кортикостероиды в комплексной терапии инфекционных болезней. Киев: Здоров'я, 1967;
- Иммунные гамма-глобулины в терапии и профилактике инфекционных болезней. Киев: Здоров'я, 1965;
- Внутрибольничные инфекции и их профилактика. Киев: Госмедиздат УССР, 1963
- Вирусные менингиты [Текст] / И. Л. Богданов. — Киев: [б. и.], 1976. — 64 с.